# Donk (Mönchengladbach)

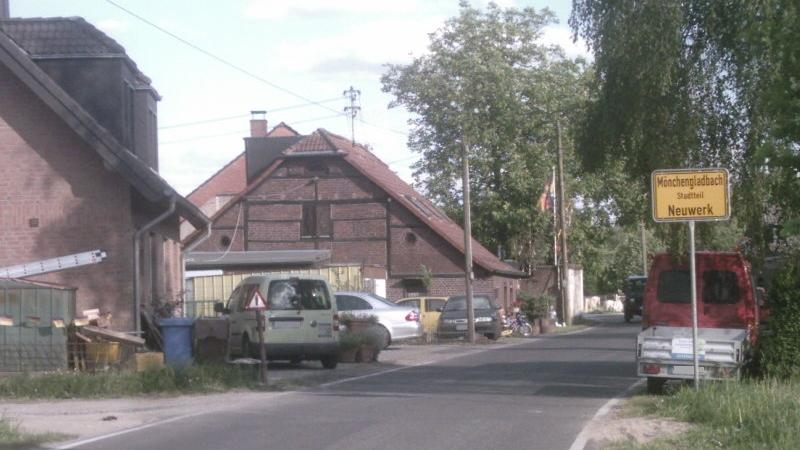
Nordwestlicher Ortsanfang von Donk an der aus Düpp über die Viersener Donk kommende Kreisstraße 6, die hier Donker Straße heißt.

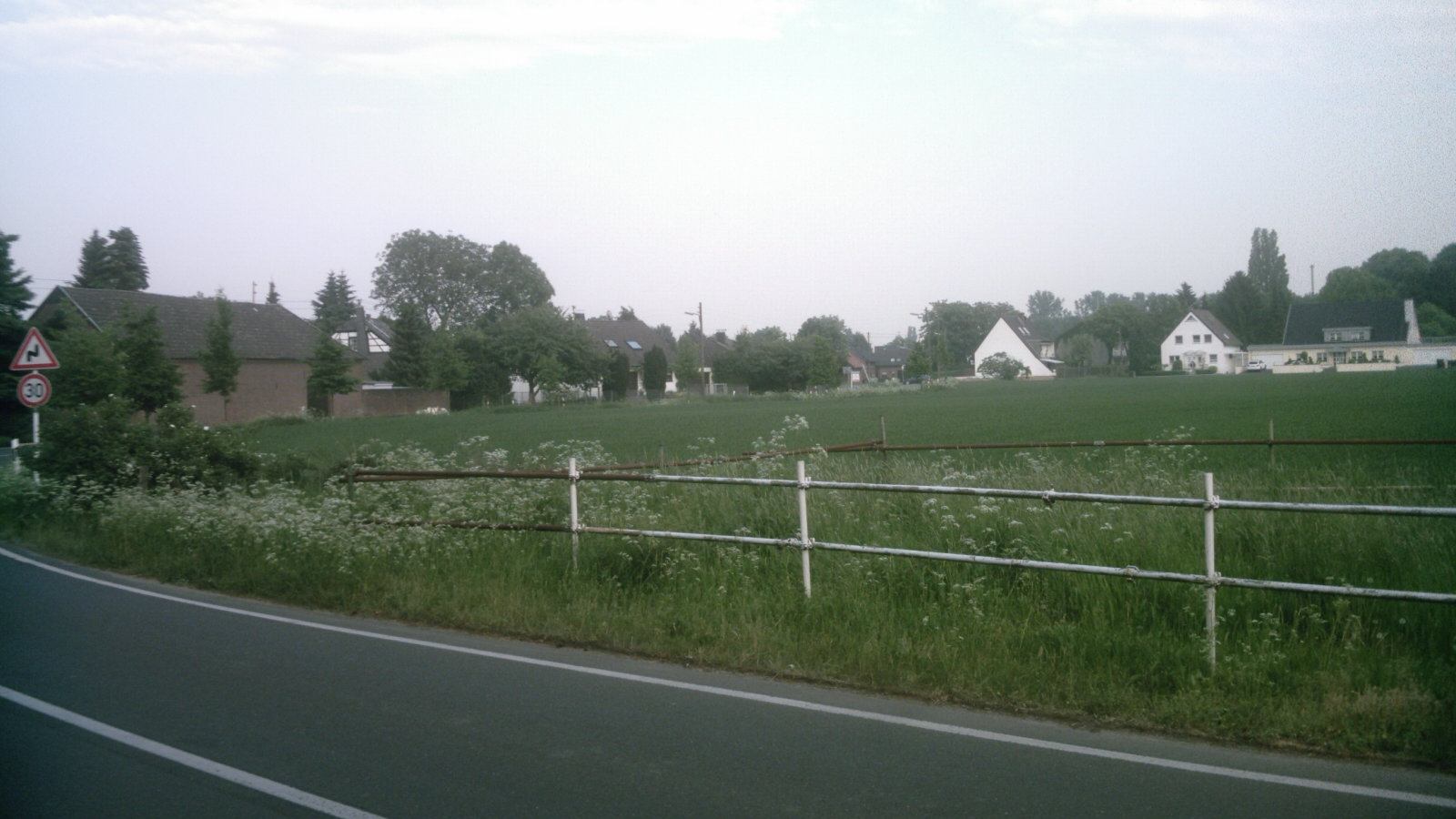
Ansicht des mittleren Teils der Neuwerker Donk von der Donker Straße aus

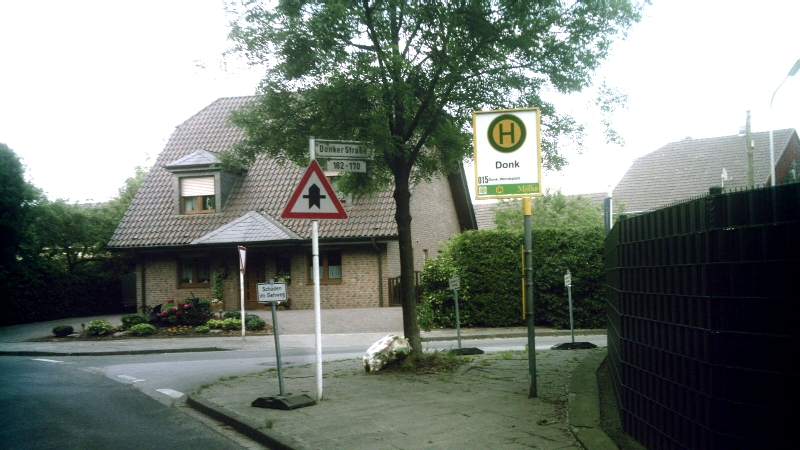
Bushaltestelle Donk am südöstlichen Ortsende, eine von zwei Haltestellen im Bereich der Bettrather Donk

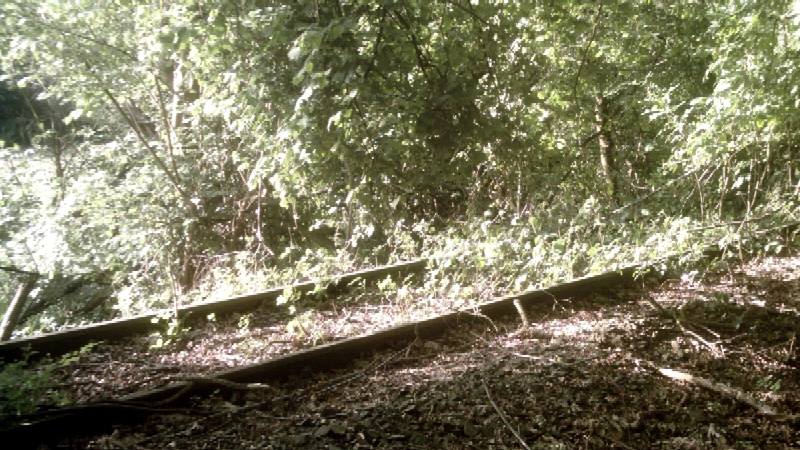
Gleisrest der früheren Bahnstrecke von Krefeld über Neersen nach Rheydt zwischen Donk und Fuchshütte

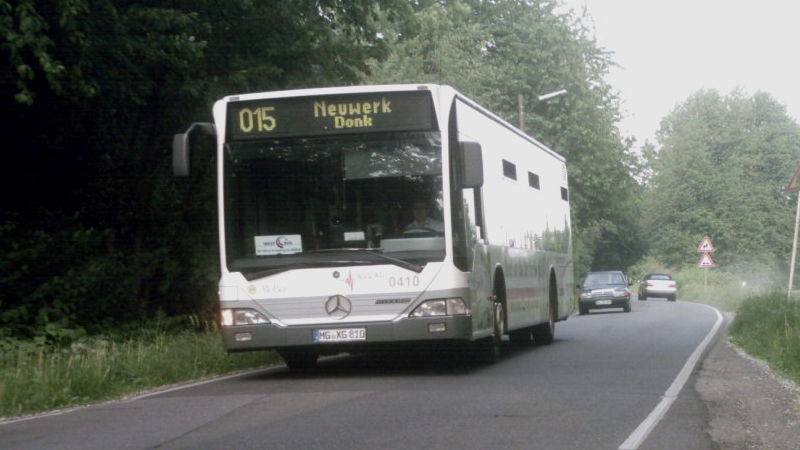
Bus der Linie 015 auf der Donker Straße, aus Neersbroich kommend

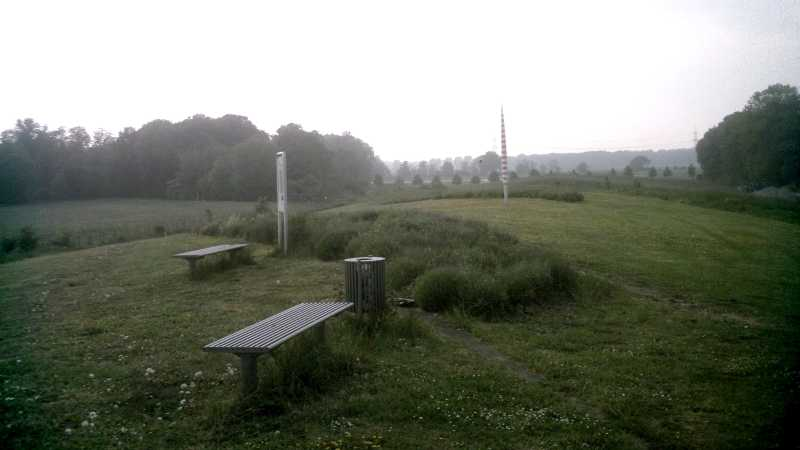
Radwander-Rastplatz der Fietsallee am Nordkanal mit Infotafel in der Neuwerker Donk, gleich neben dem Kläranlagenkomplex des Niersverbands

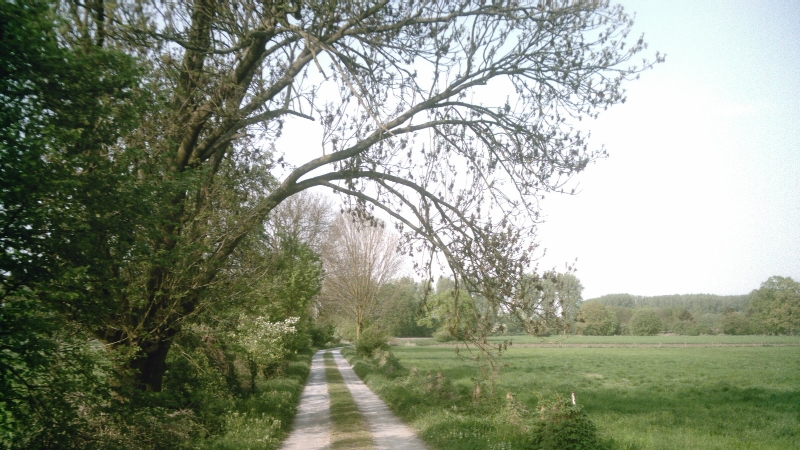
Am rechten Rand dieses Feldweges gleich neben dem Haus Donkholt verläuft die Viersen-Mönchengladbacher Stadt- und Kreisgrenze, die die Neuwerker und die Viersener Donk voneinander trennt.

Donk ist ein kleines Straßendorf im ländlichen Außenbereich der kreisfreien Großstadt Mönchengladbach im Westen von Nordrhein-Westfalen. Es handelt sich um die nördlichste Ortschaft des Mönchengladbacher Stadtgebiets, nur ca. 500 Meter südöstlich der Mönchengladbacher Stadtgrenze mit Viersen im Bereich der Viersener Donk und ca. 500 Meter südwestlich der Stadtgrenze mit Willich im Bereich der Neersener Cloerbruchallee. Trotz seiner nördlichen Lage gehört Donk innerhalb des Mönchengladbacher Stadtgebiets seit dem 22. Oktober 2009 zum Stadtbezirk Ost und innerhalb dieses Bezirkes zum amtlichen Stadtteil Bettrath-Hoven und nicht zum Stadtteil Neuwerk-Mitte. Innerhalb Nordrhein-Westfalens gehört die Ortschaft außerdem zur Region Niederrhein und zählt darüber hinaus als Ortsteil von Mönchengladbach zur Metropolregion Rhein-Ruhr. Als frühere Bezeichnungen für das Gebiet sind auch Opperdonc, Opper Donc, Donc, Dunc und Donck überliefert. Postalisch zählt Donk zum Mönchengladbacher Postleitzahlbereich 41066, der weitgehend identisch ist mit dem früheren Stadtbezirk Neuwerk.

## Etymologie, Siedlungsstruktur und Geschichte
Der Name Donk ist am Niederrhein verbreitet und deutet auf eine vergleichsweise trockene Erhebung in ansonsten sumpfiger beziehungsweise feuchter Umgebung hin. Zur Herkunft des Wortes Donk gibt es verschiedene Theorien, nach denen sich der Begriff entweder aus dem Althochdeutschen, dem Altniederländischen oder zeitlich noch weiter zurückliegend aus dem Keltischen herleitet.
Die Neuwerker Donk ist ein kleines, dünnbesiedeltes landwirtschaftliches Gebiet, das geringfügig gegenüber der benachbarten Niersniederung erhöht ist, und so ihren Bewohnern einen gewissen Schutz vor den früher häufigen Überschwemmungen und den dadurch verursachten Flussbettverlagerungen der Niers bot. Eine Besiedlung der Donk ist bereits ab dem Jahr 1333 dokumentiert, noch in der Franzosenzeit um das Jahr 1800 bestand das Gebiet aus relativ verstreut liegenden Einzelgehöften und ähnelte in dieser Hinsicht der Viersener Donk. Während sich auf der Viersener Seite diese Besiedlungsstruktur im Wesentlichen bis heute erhalten hat, entwickelte sich entlang der heutigen Donker Straße im Laufe der letzten 200 Jahre allmählich das heutige Straßendorf.
Kommunalpolitisch war das Gebiet ein Teil der früher eigenständigen Gemeinde Neuwerk und wurde durch deren Eingemeindung 1921 zum Ortsteil von Mönchengladbach, wo es dann bis 2009 zum Stadtbezirk Neuwerk gehörte. Der Stadtbezirk Neuwerk wurde 2009 aufgelöst und mit weiteren Stadtteilen zum neuen Stadtbezirk Ost vereinigt.
Im Nordwesten grenzt mit der Viersener Donk ein gleichnamiges Gebiet direkt an die Neuwerker Donk an. Nur etwa drei bis vier Kilometer nördlich existiert jenseits des benachbarten Neersen mit der Anrather Donk ein weiteres als Donk bezeichnetes Gebiet.

## Verkehr

### Straßenverkehr
Hauptverkehrsader der Neuwerker Donk ist die aus dem benachbarten Neersbroich kommende Donker Straße, die Kreisstraße 6, die jenseits der Mönchengladbacher Stadtgrenze in Viersen zum Donker Weg wird und über die Viersener Donk nach Düpp weiterführt. Daneben wird die Donk über die Niersdonker Straße (im weiteren Verlauf auf Willicher Stadtgebiet: An der Landwehr) mit dem benachbarten Willicher Stadtteil Neersen verbunden sowie über die Asdonkstraße mit Fuchshütte, Hoven und Bettrath.
Außerdem verläuft in Nordost-Südwest-Richtung die A 52 mitten durch das Gebiet, die nächstgelegene Anschlussstelle Mönchengladbach-Neuwerk lässt sich allerdings nur über Neersbroich erreichen.

### Schienenverkehr
Am Ostrand der Donk verlief früher die Bahnstrecke Krefeld–Rheydt. Zwar gab es in der Donk selbst keinen Bahnhof, die früheren Bahnhöfe Neersen und Neuwerk lagen aber nur ca. einen Kilometer vom südöstlichen Ortsende der Neuwerker Donk entfernt. Der Personenverkehr auf der Strecke wurde 1982, der Güterverkehr 1994 eingestellt. Zwischen der Donk und dem Bereich Fuchshütte ist das Gleis dieser Strecke noch vorhanden.
Im Bereich der Neuwerker Donk zweigte außerdem der Streckenast Neersen – Viersen der ehemaligen Bahnstrecke Neuss–Viersen ab. Auf ihr endete zwischen Kaarst und dem Bahnhof Viersen zunächst 1968 der Personenverkehr, ab 1984 auch der Güterverkehr, anschließend wurde diese Strecke weitestgehend demontiert. Der Verlauf der früheren Bahnstrecke ist aber immer noch gut zu erkennen, in der Neuwerker Donk verläuft ein Reitweg, abschnittweise parallel dazu auch ein Radwanderweg, entlang der ehemaligen Bahntrasse. Darüber hinaus gab es zwischen 1911 und 1954 ab dem nahegelegenen Bahnhof Neersen auch eine Straßenbahnverbindung in die Mönchengladbacher Innenstadt und darüber hinaus weiter bis Rheindahlen.
Die der Neuwerker Donk nächstgelegenen Bahnhöfe sind heute der Bahnhof Viersen, Mönchengladbach Hauptbahnhof und der Bahnhof Anrath.
Am 1. Juli 2021 unterzeichneten Vertreter der Städte Mönchengladbach, Willich, Viersen sowie dem Kreis Viersen eine Erklärung zur gegenseitigen Unterstützung von Schienenverkehrsinfrastrukturprojekten.
Seit dem Jahr 2023 befindet sich das Projekt zur Reaktivierung der Strecke in der Vorplanung. Die Reaktivierung wird vom Land Nordrhein-Westfalen bezuschusst.

### Busverkehr
Als Ortsteil von Mönchengladbach gehört Donk zum Tarifgebiet des Verkehrsverbunds Rhein-Ruhr und wird trotz seiner geringen Einwohnerzahl von den Mönchengladbacher Verkehrsbetrieben mit einer Buslinie angesteuert, wochentags tagsüber im 40-Minuten-Takt, abends und sonntags allenfalls stündlich:
| Typ | Linie | Strecke |
| --- | ----- | --- |
| Bus | 015   | Neuwerk-Donk – Neersbroich – Neuwerk Markt – Hoven – Bettrath – Eicken – Kaiser-Friedrich-Halle – Hbf/Europaplatz – Bismarckplatz – Waldhausen – Holt – Hehn – Hardt |

### Radwanderwege
Die Neuwerker Donk wird von Radwanderwegen außerordentlich gut erschlossen, insgesamt führen fünf offiziell ausgewiesene Radwanderwege durch das Gebiet:
- Die internationale Radwanderstrecke Fietsallee am Nordkanal auf dem Weg von Schiefbahn Richtung Viersener Donk[12][13]
- Der Hauptfahrweg der NiederRheinroute auf dem Weg von Lockhütte zur Viersener Donk[12][13]
- Die Nebenstrecke Nr. 59 der Niederrheinroute von hier nach Neersen[12][13]
- Der internationale Niers-Radwanderweg auf dem Weg von Erkelenz-Kuckum ins niederländische Gennep[12][13][14][15][16]
- Außerdem verläuft hier auch ein Teilabschnitt des Euroga-Radwegsystems.[12][13]

Auf einem Hügel neben dem Kläranlagenkomplex befindet sich ein kleiner Radwander-Rastplatz der Fietsallee am Nordkanal mit Sitzgelegenheiten sowie eine Informationstafel zur Kläranlage.

## Sehenswürdigkeiten

### Euroga-Erlebnisbrücke

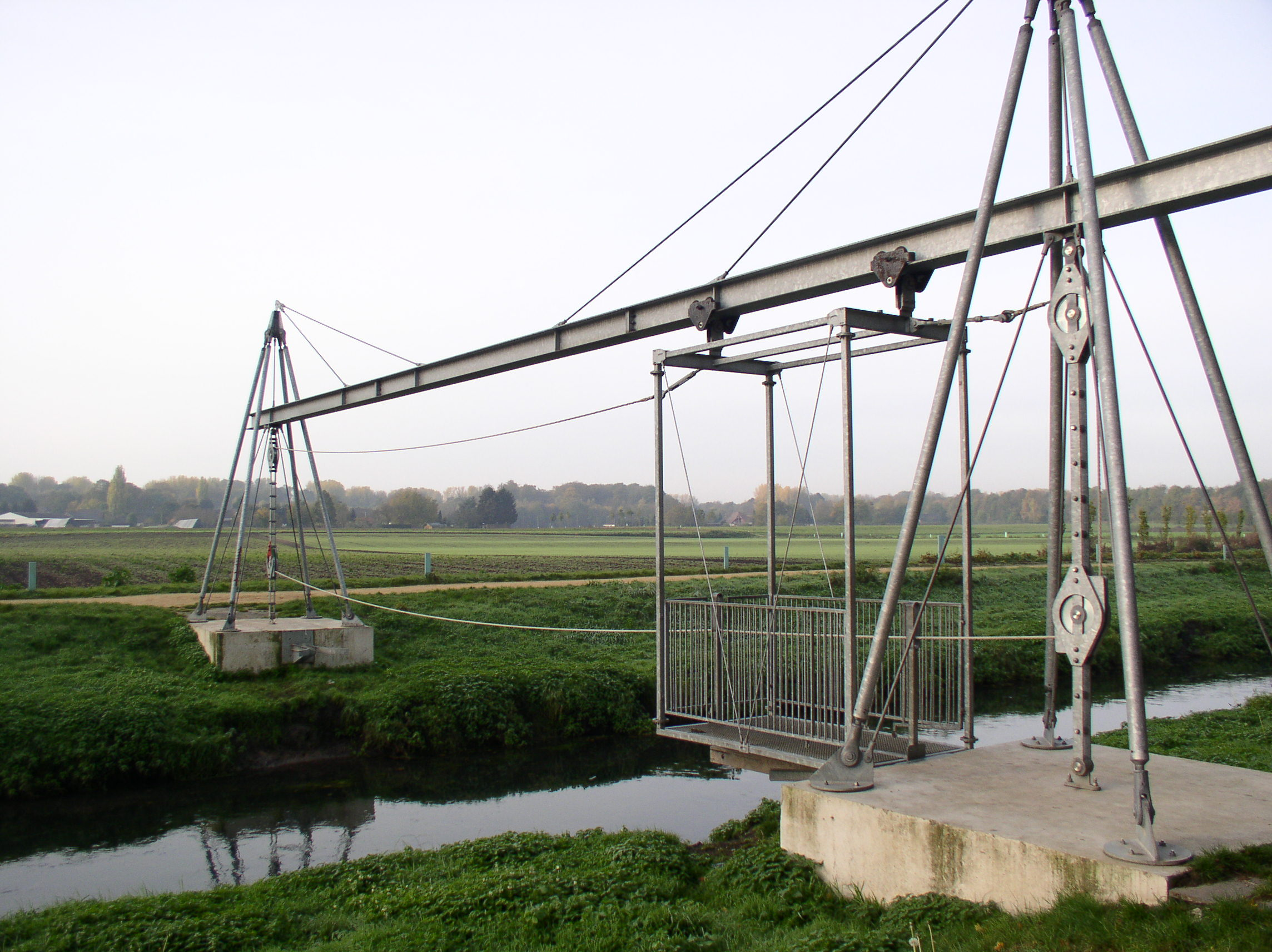
Euroga Erlebnisbrücke: manuell bedienbare Hängefähre über die Niers

Im Rahmen der Euroga 2002/2003, einer seinerzeit dezentralisierten nordrheinwestfälischen Landesgartenschau, wurde im Jahr 2003 die von jedermann einfach zu bedienende 24,3 Meter lange Schwebefähre Euroga-Erlebnisbrücke (⊙) über die Niers erbaut. Sie steht zwischen der Neuwerker Donk und der Neersener Cloerbruchallee. Die als Kunstwerk bezeichnete Fähre mit ihren 6,3 Meter hohen Pylonen ist jederzeit kostenlos nutzbar, sogar Fahrräder können hiermit übergesetzt werden; die Anlage ist Bestandteil des internationalen Radwanderweges Fietsallee am Nordkanal und des Euroga-Radwanderwegnetzes.

### Klärwerk Mönchengladbach-Neuwerk

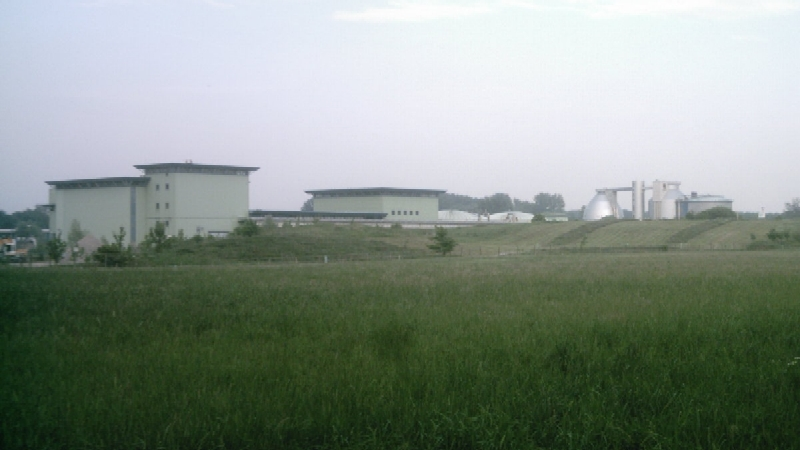
Ansicht des Mönchengladbacher Kläranlagen-Komplexes an der Niers in der Neuwerker Donk

Am nordöstlichen Rand der Neuwerker Donk befindet sich, gleich am Ufer der Niers, das vom Niersverband betriebene Klärwerk Mönchengladbach-Neuwerk. Der Kläranlagenkomplex breitet sich über eine Fläche von ca. 22,5 Hektar aus und dient zur Reinigung der Abwässer von insgesamt über ½ Million Einwohner aus den umliegenden Städten Mönchengladbach, Korschenbroich, Willich, Viersen und Tönisvorst.
Der Niersverband plant im Zeitraum 2017 bis 2035 Investitionen in Höhe von insgesamt 184 Millionen Euro.

## Vereinswesen und Gesellschaftsleben
- Schützenbruderschaft: Honschaft Neersbroich-Donk der St. Barbara Bruderschaft Neuwerk e. V.[19]

## Neuwerker Donk und Viersener Donk
An die Neuwerker Donk schließt sich im Nordwesten jenseits der Stadtgrenze die zu Viersen gehörende Viersener Donk an. Im Unterschied zu anderen ländlichen Ortschaften der Umgebung, wie Holterhöfe oder Clörath, die beide erst 1970 im Rahmen der damaligen kommunalen Neugliederung zwischen zwei bzw. drei Städten zerlegt und aufgeteilt wurden, ist die Trennung zwischen der Neuwerker und der Viersener Donk nicht das Ergebnis einer Kommunalreform der jüngeren Zeit. Bei der Grenze zwischen Alt-Viersen einerseits und Mönchengladbach bzw. Neuwerk andererseits handelt es sich vielmehr um eine uralte Territorialgrenze, die seit dem Mittelalter jahrhundertelang in ihrem Verlauf nahezu unverändert blieb. Die heutige Stadt- und Kreisgrenze entspricht zwischen Alt-Viersen und den nördlichen Mönchengladbacher Stadtteilen weitestgehend immer noch der früheren Staatsgrenze zwischen dem Herzogtum Geldern (Alt-Viersen) und dem Herzogtum Jülich (Mönchengladbach) aus dem 15. Jahrhundert. Daher reicht auch die Trennung in eine Viersener und eine Neuwerker Donk mindestens bis in jene Epoche zurück.

## Die nähere Umgebung
| VIE-Düpp Viersener Donk             | Vennheide Anrather Donk Neersen             | Schiefbahn  |
| VIE-Heimer                          | Kompassrose, die auf Nachbargemeinden zeigt | Flughafen   |
| Lockhütte Fuchshütte Bettrath Hoven | Neuwerk-Mitte                               | Neersbroich |